# Eenrum
Eenrum est un village de la commune néerlandaise de Het Hogeland, situé dans la province de Groningue.

## Géographie
Le village est situé à 18 km au nord de Groningue.

## Histoire
Eenrum constitue une commune indépendante avant le 1er janvier 1990, date de son rattachement à la commune d'Ulrum, renommée De Marne le 1er janvier 1992. Celle-ci est supprimée et fusionnée le 1er janvier 2019 avec Bedum, Eemsmond et Winsum pour former la nouvelle commune de Het Hogeland.

## Démographie
Le 1er janvier 2018, le village comptait 1 375 habitants.

## Galerie

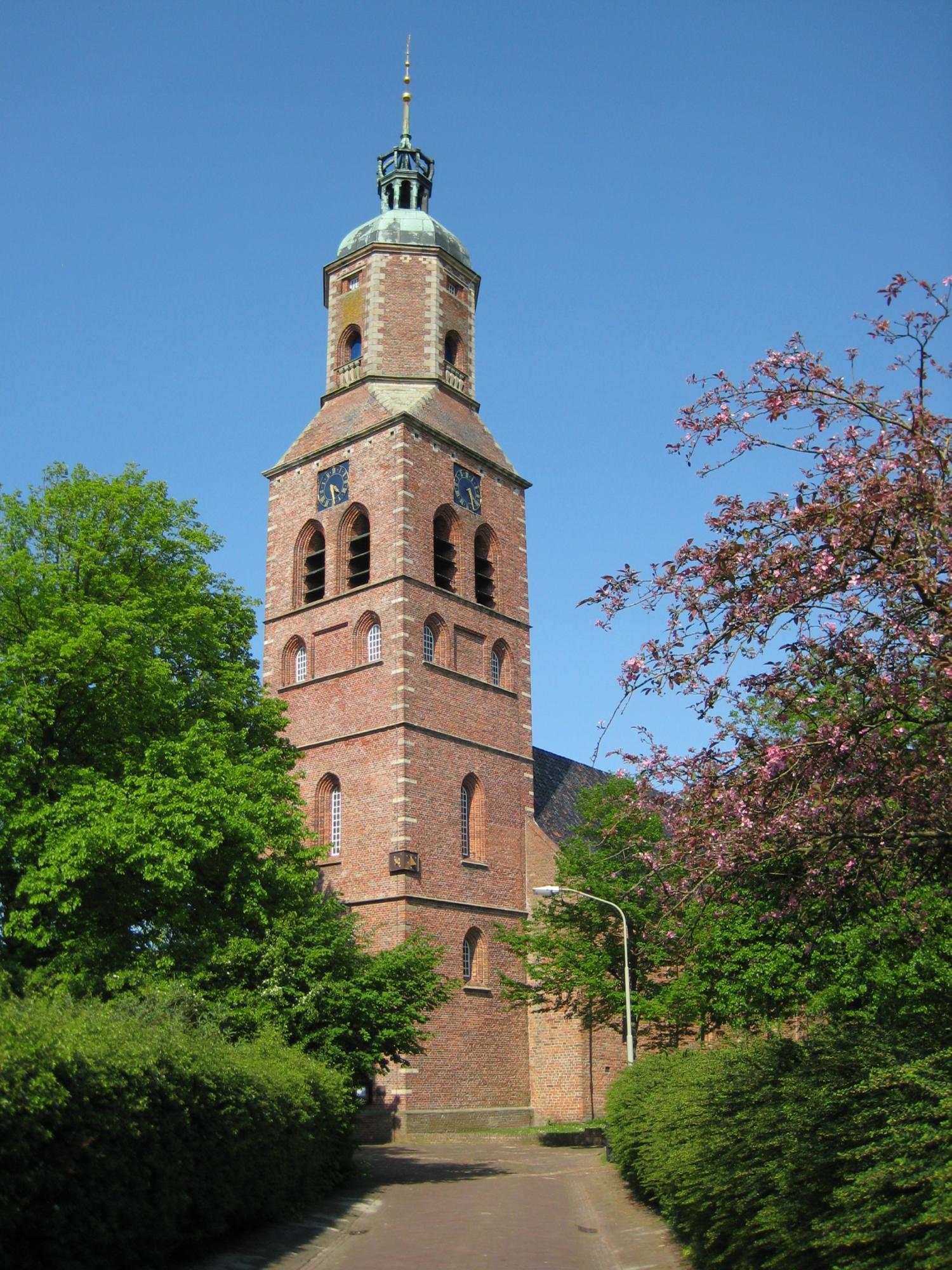
L'église d'Eenrum (2008).
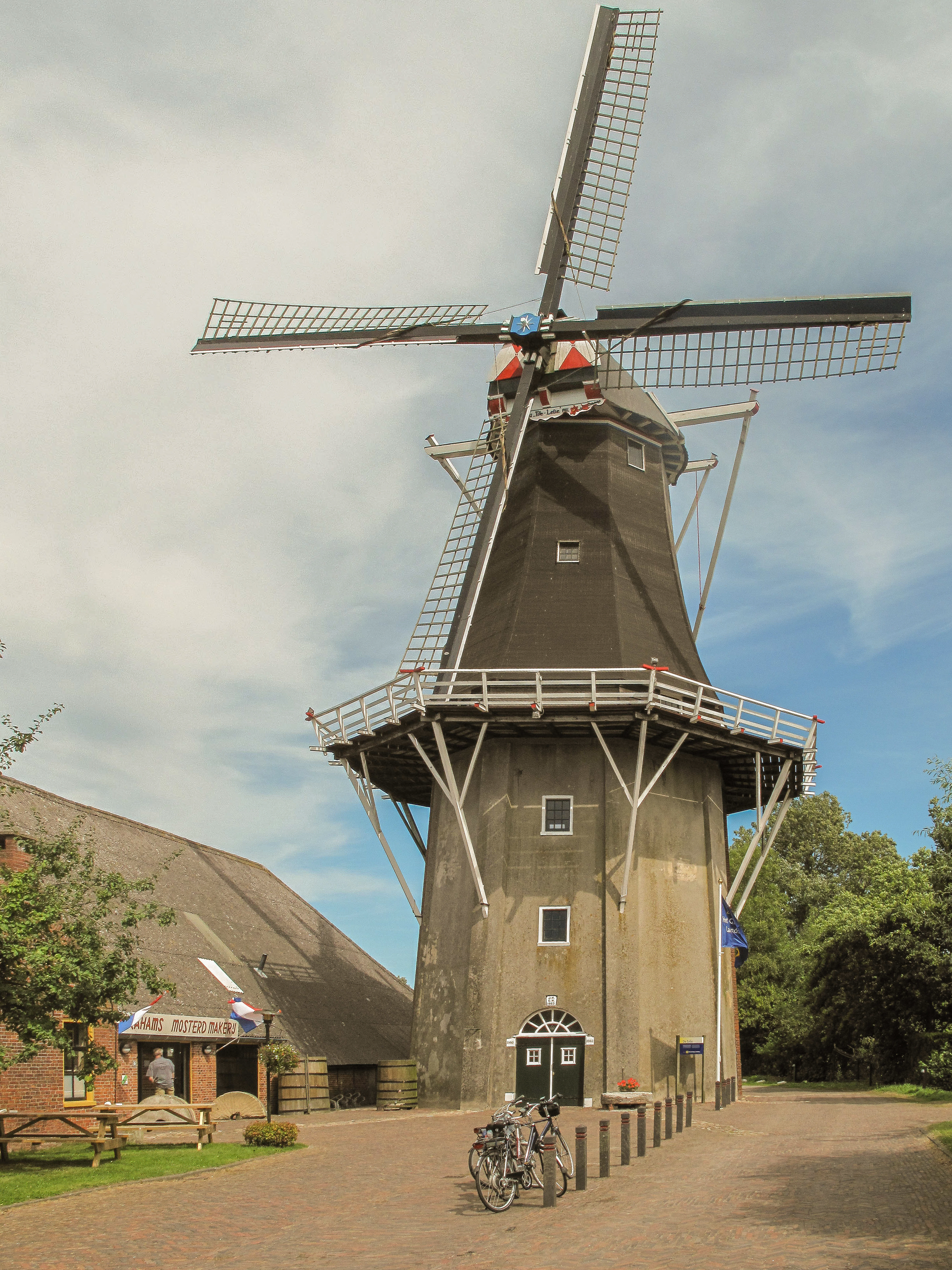
Moulin) vent de Lelie.
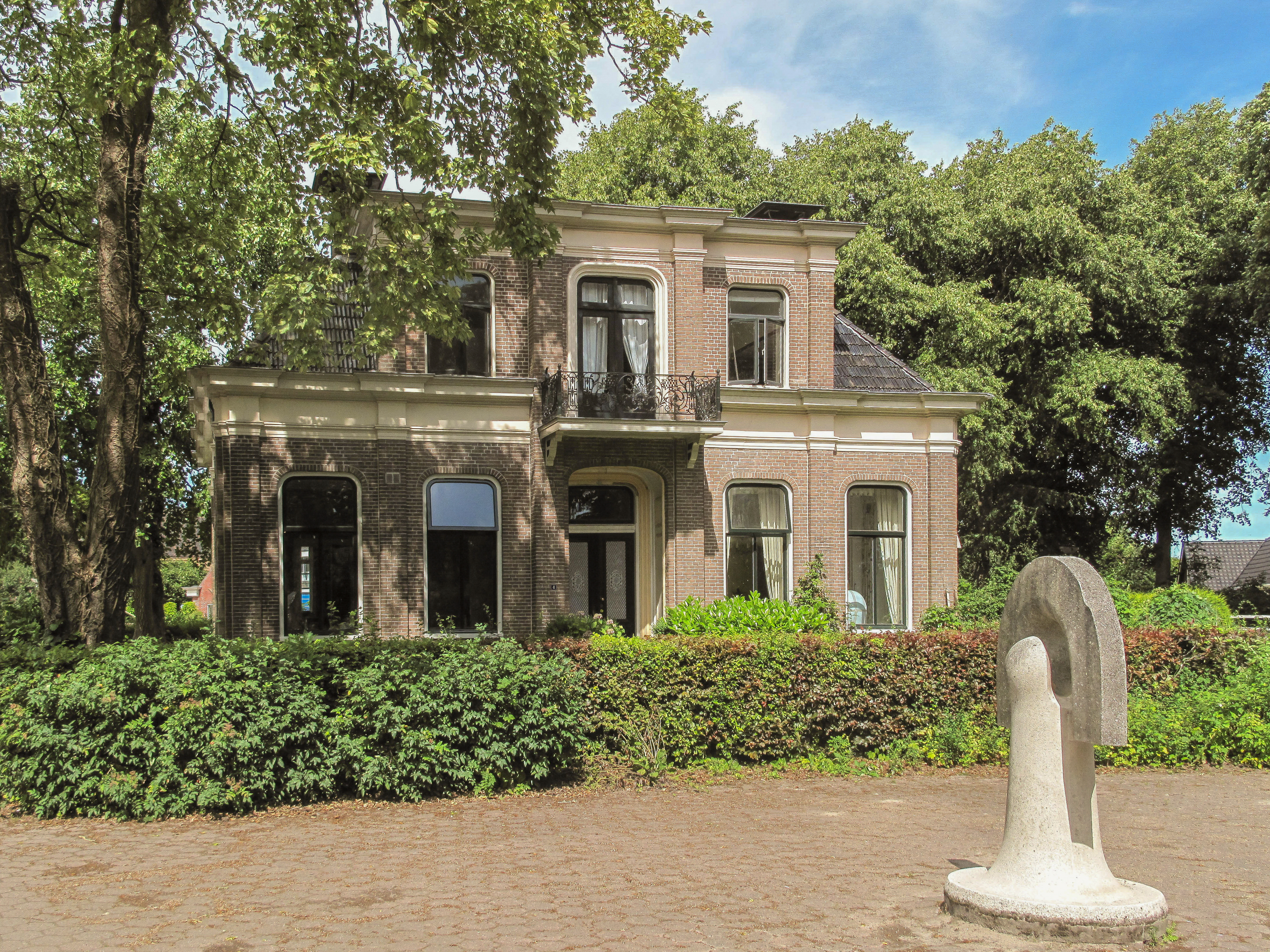
Maison d'habitation pour instituteur ou sacristain.

## Personnalités nées à Eenrum
- Eisso Metelerkamp (1758-1813), homme politique.